# Chester Conklin
Chester Cooper Conklin, född 11 januari 1886 i Oskaloosa i Iowa, död 11 oktober 1971 i Van Nuys i Kalifornien, var en amerikansk skådespelare och komiker, som bland annat medverkade i några av Charlie Chaplins filmer.

## Filmografi (i urval)
- 1914 – Chaplins dollarbrud
- 1924 – Den giriga
- 1936 – Moderna tider
- 1939 – Doktorn i dilemma[8]
- 1940 – Diktatorn
- 1942 – Dårarnas paradis
- 1966 – Full hand i Dodge City